# U-18-Faustball-Europameisterschaft der Frauen 2003
Die 3. Faustball-Europameisterschaft für weibliche U18-Mannschaften fand am 19. und 20. Juli 2003 in Bozen (Italien) zeitgleich mit der Weltmeisterschaft 2004 für männliche U18-Mannschaften statt. Italien war zum ersten Mal Ausrichter der Faustball-Europameisterschaft der weiblichen U18-Mannschaften, nahm selbst allerdings nicht am Turnier teil.

## Platzierungen
| Rang | Land        |
| ---- | ----------- |
| 1.   | Deutschland |
| 2.   | Österreich  |
| 3.   | Schweiz     |

Koordinaten: 46° 30′ 31,9″ N, 11° 21′ 2,3″ O